# Gmelina lignum-vitreum
Gmelina lignum-vitreum là một loài thực vật thuộc họ Lamiaceae. Đây là loài đặc hữu của New Caledonia.